# Lancetfish
Die USS Lancetfish (SS-296) war ein U-Boot der Balao-Klasse und diente in der United States Navy. Benannt wurde sie nach den Lanzenfischen.
Die Lancetfish wurde während des Zweiten Weltkriegs gebaut und in Dienst gestellt, sank aber kurz nach der Indienststellung am 24. März 1945 im Hafen von Boston liegend bei einem Unglück und wurde daher nicht mehr im Krieg eingesetzt. Anschließend geborgen und instand gesetzt, wurde die Lancetfish bei Kriegsende der Reserveflotte überstellt und verblieb dort bis zur endgültigen Streichung aus dem Flottenregister im Juni 1958. Während dieser Zeit diente sie als Ausbildungs-U-Boot des 11. Marine-Distrikts.
Die Lancetfish wurde 1959 zum Verschrotten verkauft und abgewrackt.